# لياندرو أباريسيدو باديليا دي أوليفيرا
لياندرو أباريسيدو باديليا دي أوليفيرا (بالبرتغالية: Leandro Aparecido Padilha de Oliveira‏) (2 يناير 1988 في كامبو غراندي في البرازيل – )؛ هو لاعب كرة قدم سابق كان يلعب كلاعب وسط.

## وصلات خارجية
- لياندرو أباريسيدو باديليا دي أوليفيرا على موقع رابطة كرة القدم اليابانية للمحترفين (اليابانية)
- لياندرو أباريسيدو باديليا دي أوليفيرا على موقع قاعدة بيانات كرة القدم.إي يو (الإنجليزية)
- لياندرو أباريسيدو باديليا دي أوليفيرا على موقع Soccerway.com (الإنجليزية)
- لياندرو أباريسيدو باديليا دي أوليفيرا على موقع عالم كرة القدم.نت (الإنجليزية)